# Hrabstwo Wallowa
Hrabstwo Wallowa (ang. Wallowa County) – hrabstwo w stanie Oregon w Stanach Zjednoczonych. Obszar całkowity hrabstwa obejmuje powierzchnię 3151,69 mil² (8162,84 km²). Według szacunków United States Census Bureau w roku 2009 miało 6889 mieszkańców.
Hrabstwo powstało w 1887 roku. 

## Miasta[4]
- Enterprise
- Joseph
- Lostine
- Wallowa
- Wallowa Lake (CDP)